# Hollywood Undead
Hollywood Undead – amerykański zespół rapcore'owy powstały w 2005 w Los Angeles.

## Historia
W pierwszym składzie zespołu znaleźli się: J-Dog, Deuce, Johnny 3 Tears, Charlie Scene, Funny Man, Da Kurlzz oraz Shady Jeff. Inspirowali się zespołami, takimi jak Linkin Park, Limp Bizkit, Wu-Tang Clan, Beastie Boys czy Nine Inch Nails, a także Eminemem. Pierwsze piosenki publikowali na portalu Myspace. W 2007 powstał album Hollywood Undead, na którego wydanie zespół nie zgodził się ze względu na ocenzurowanie zawartości albumu przez MySpace.
2 września 2008 wydali debiutancki album studyjny pt. Swan Songs, który 18 stycznia 2013 otrzymał status platynowej płyty w USA. 10 listopada 2009 nagrali album koncertowy pt. Desperate Measures.
W 2010 ze składu zespołu został wyrzucony Deuce, którego miejsce zajął Daniel „Danny” Murillo. 14 kwietnia 2011 zespół wydał album pt. American Tragedy, który w pierwszym tygodniu sprzedał się w nakładzie 65 tys. egzemplarzy w USA. 21 listopada 2011 wydali remiks American Tragedy.
20 października 2012 opublikowali w Internecie „Dead Bite”, pierwszy singiel z albumu pt. Notes from the Underground, który ukazał się 8 stycznia 2013. Następnie udostępnili na oficjalnej stronie kolejny singiel z albumu – „We Are”, do którego zrealizowali teledysk, wyreżyserowany przez Shawna Crahana z zespołu Slipknot. Album tydzień po premierze sprzedał się w nakładzie 53 tys. egzemplarzy.
31 marca 2015 wydali czwarty album studyjny pt. Day of the Dead.
24 lipca 2017 opublikowali singiel „California Dreaming”, którym promowali nowy album studyjny pt. Five, wydany 27 października 2017. Miesiąc później został wydany drugi singiel o nazwie Whatever It Takes. W następnym miesiącu został wydany singiel pod tytułem Renegade, a kilka dni później w październiku zespół wydał singiel We Own The Night. Zespół w tym czasie opuścił Matthew "Da Kurlzz" Busek
31 maja 2018 wydali singiel „Gotta Let Go”. 2 listopada opublikowali epkę pt. PSALMS. 27 listopada dwaj członkowie zespołu opublikowali na swoich profilach na Instagramie, że pracują nad szóstym albumem studyjnym. Przed premierą wydali trzy single z płyty: „Already Dead”, „Time Bomb” i „Empire”. 14 lutego 2020 premierę miał album pt. New Empire Vol.1.

## Skład zespołu
Obecny skład
- Dylan „Funny Man” Alvarez – śpiew (od 2005), klawiatura (od 2011)
- Jorel „J-Dog” Decker – śpiew, krzyk/growl, gitara rytmiczna, gitara basowa, klawiatura, syntezatory, programowanie (od 2005)
- George „Johnny 3 Tears” Ragan – śpiew (od 2005); gitara basowa (od 2009)
- Jordon „Charlie Scene” Terrell – śpiew, wokal wspierający, gitara prowadząca (od 2005)
- Daniel „Danny” Murillo – śpiew, gitara rytmiczna, klawisze (od 2010)

Muzycy koncertowi
- Tyler Mahurin – bębny, perkusja (od 2014)

Byli członkowie
- Jeff „Shady Jeff” Philips – śpiew, growl (2005–2007)
- Aron „Deuce” Erlichman – śpiew, krzyk, gitara basowa, klawiatura (2005–2009)
- Matthew „Da Kurlzz” Busek – bębny, perkusja, krzyk/growl, śpiew (2005-2017)

Byli muzycy koncertowi
- Glendon „Biscuitz” Crane – bębny, perkusja (2008–2010)
- Daren Pfeifer – bębny, perkusja (2010–2014)

## Dyskografia
Albumy studyjne
- 2008: Swan Songs
- 2011: American Tragedy
- 2013: Notes from the Underground
- 2015: Day of the Dead
- 2017: Five
- 2020: New Empire Vol. 1
- 2020: New Empire Vol. 2
- 2022: Hotel Kalifornia

Minialbumy (EP)
- 2018: Psalms